# 自白 (电影)
是一部2022年上映的韓國懸疑犯罪電影，由電影《海洋男孩》導演尹宗锡執導，蘇志燮、金侖珍、Nana及崔光一主演，翻拍自2017年西班牙悬疑犯罪片《佈局》。此片原定於2020年11月上映，受COVID-19疫情影響推遲近兩年，2022年10月26日在韓國上映，台灣上映時間確定為2022年11月4日，香港上映時間確定為2022年12月8日。

## 劇情介紹
劇情講述前途光明的企業家劉敏豪被指控為密室殺人案的嫌疑人，和為了證明他無罪的勝率100%的律師梁信愛，兩人將隱藏在案件中的碎片拼湊在一起而展開的故事。

## 演員陣容

### 主要人物
- 蘇志燮 飾演 劉敏浩，前途無量的IT企业代表，密室殺人案的唯一嫌疑人。[5]
- 金倫珍 飾演 梁信愛／李熙静，能將有罪變成無罪的100%勝率律師。[6]
- Nana 飾演 金世熙，劉敏浩的婚外戀情人，密室殺人案的受害者。[5][7]
- 崔光一（朝鲜语：최광일） 飾演 韓榮碩，密室殺人案發生前两个月前出現在劉敏浩面前的神秘男子。[8]

### 其他人物
- 洪書俊 飾演 張泰洙，劉敏浩長期合作的律師。[9]
- 朴美賢 飾演 密室殺人案發酒店的前台職員。
- 徐榮柱 飾演 韓宣宰
- 黃善熙 饰演 李智妍，劉敏浩的妻子，财阀家的女儿兼美术馆馆长。[10]
- 韓甲洙 飾演 姜刑警，調查韓善宰失蹤案的警察。
- 金勇浩 飾演 金刑警
- 俞建宇 飾演 急救人員

### 特別出演
- 朴贤淑（朝鲜语：박현숙 (배우)） 飾演 梁信愛

## 制作

### 主體拍攝
此片于2019年12月16日开机拍摄，2020年2月29日杀青。

### 損益平衡點
據消息顯示，此片的製作費約為79億韓元，損益平衡點預計為140萬觀影人次。

## 發行
2022年12月6日開始提供VOD點播服務，觀眾可通過IPTV、數字有線電視、衛星電視、Google Play、Apple TV、Coupang Play、TVING、wavve、Naver Series on等各種渠道觀賞電影。

## 反響

### 票房
根據韓國電影振興委員會票房信息系統統計，截至2022年11月7日，《自白》連續11日蟬聯單日票房第一，累計觀影人次突破50萬人次，因此此片也進入2022年度韓國本土電影年度票房前20名。
11月9日，漫威大片《黑豹2：瓦干達萬歲》在韓國正式上映，至此《自白》連續13日蟬聯單日票房第一，累計觀影人次突破57萬人次。截至12月5日，累計觀影人次為73萬6976人次。

### 專業評價
知名電影評論家李東振對此片評價並不高，他認為即便劇情不斷反轉，但卻表現得異常平淡。電影雜誌Cine21的記者許南勇評價此片雖然不是能讓人長久回味的電影，但在觀看的過程中尚能沉浸在劇情當中。Cine21的記者金秀英認為此片故事發生在下雪的山中別墅這一設定，保留了經典推理小說的妙趣。

## 獎項紀錄
| 年份 | 頒獎典禮                   | 獎項                   | 入圍者 | 結果 | 参考   |
| ---- | -------------------------- | ---------------------- | ------ | ---- | ------ |
| 2022 | 第36屆瑞士佛立堡國際電影節 | 國際長篇競爭部門       | 尹宗锡 | 提名 | [ 18 ] |
| 2022 | 第42屆波爾圖國際電影節     | 導演周-導演獎          | 尹宗锡 | 獲獎 |        |
| 2022 | 第42屆波爾圖國際電影節     | 導演周競賽部門         | 尹宗锡 | 提名 |        |
| 2022 | 第42屆波爾圖國際電影節     | Orient Express競賽部門 | 尹宗锡 | 提名 |        |
| 2023 | 第28届春史電影獎           | 最佳女主角             | 金允珍 | 提名 | [ 19 ] |
| 2023 | 第28届春史電影獎           | 最佳男配角             | 崔光一 | 提名 | [ 19 ] |
| 2023 | 第28届春史電影獎           | 最佳女配角             | Nana   | 提名 | [ 19 ] |

## 電影節展映
- 第24屆遠東電影節 - 韓國電影（閉幕電影）[20]
- 第26屆加拿大奇幻電影節（英语：Fantasia International Film Festival） - 長篇電影
- 第21屆紐約亞洲電影節（英语：New York Asian Film Festival） - 類型大師電影、韓國電影展映
- 第36屆瑞士佛立堡國際電影節（英语：Fribourg International Film Festival）
- 第42屆波爾圖國際電影節（英语：Fantasporto）
- 第17屆巴黎韓國電影節

## 同期上映作品
- 《黑豹2：瓦干達萬歲》（11月9日上映）
- 《我記得》（10月26日上映）
- 《黑亞當》（10月19日上映）
- 《媽的多重宇宙》（10月12日上映）
- 《人生真美麗》（9月28日上映）

## 外部鏈接
- NAVER上《自白》的資料
- Daum上《自白》的資料

- 韩国电影数据库（KMDb）上《真假佈局》的資料
- 互联网电影数据库（IMDb）上《真假佈局》的资料（英文）